# Кузьниця-Домбровська
Кузьниця-Домбровська (пол. Kuźnica Dąbrowska) — село в Польщі, у гміні Сьверчув Намисловського повіту Опольського воєводства.
Населення — 12 осіб (2011).

## Демографія
Демографічна структура станом на 31 березня 2011 року:
|          | Загалом | Допрацездатний вік | Працездатний вік | Постпрацездатний вік |
| -------- | ------- | ------------------ | ---------------- | -------------------- |
| Чоловіки | 6       | 1                  | 5                | 0                    |
| Жінки    | 6       | 0                  | 3                | 3                    |
| Разом    | 12      | 1                  | 8                | 3                    |